# 矢來町
矢來町（日语：／ Yaraichō */?）是東京都新宿區的町名。未實施住居表示。人口4,420人（2013年8月1日）。郵遞區號為162-0805。

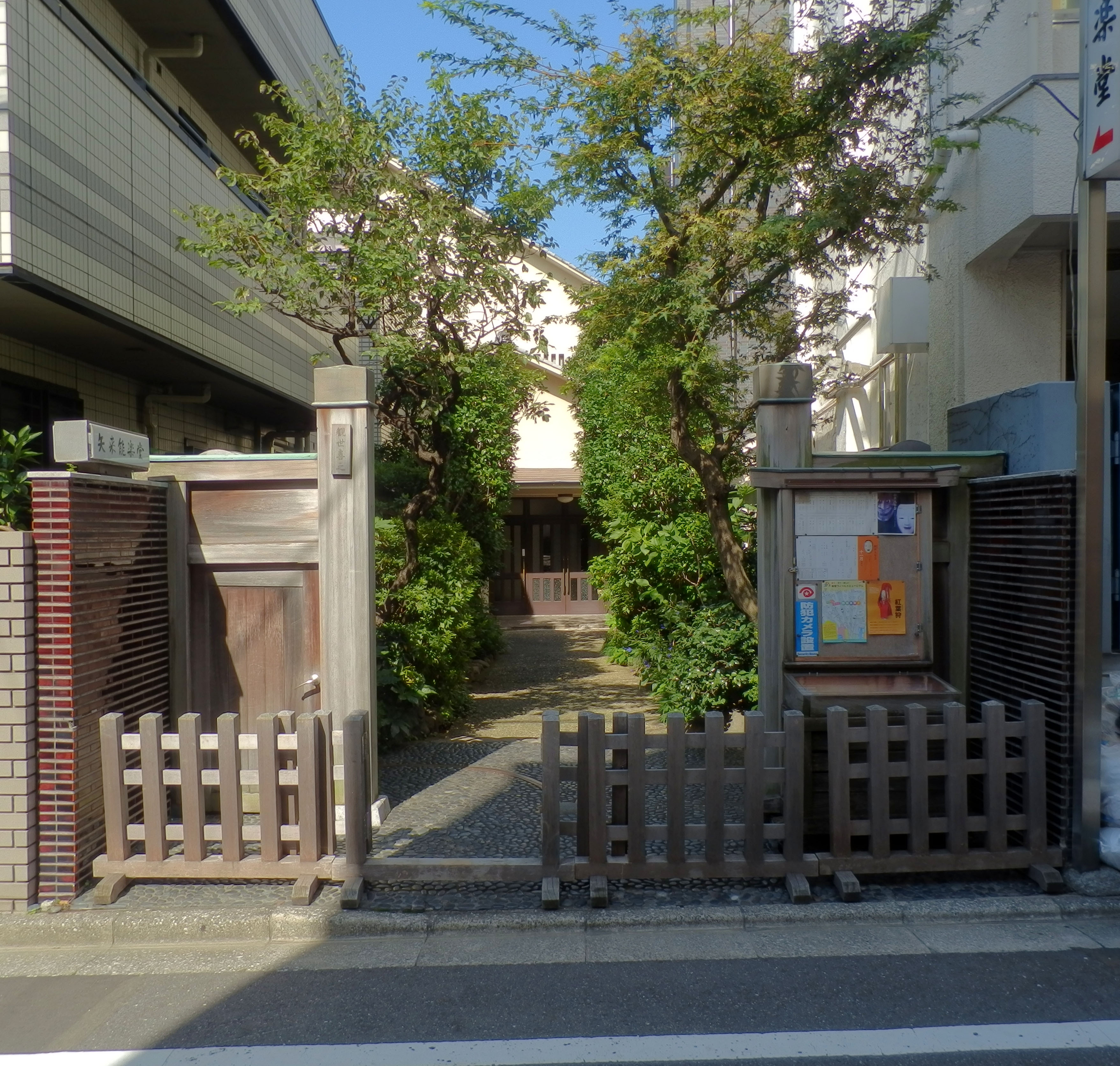
矢來能樂堂

## 地理
全町位於台地上，町內有包藏地、屋敷等區指定遺跡。
此地有許多藝人、名人的住宅與出版社、編輯製作、印刷等出版社相關企業。
此外，本地也有較高機會看到都心稀少的進口汽車。因為此地長久以來就是宅邸聚集的區域，富裕階級常購入日本國內少見的進口車。
近年因景氣惡化與世代交替（遺產稅問題），原來為宅邸的廣大建地遭到拆分改作住宅用地，以前安靜的高級住宅區逐漸改變。此外，區外的移住者也逐漸增加。

## 歷史
1872年（明治5年）小濱藩酒井家下屋敷舊址與越後黑川藩柳澤家上屋敷、西丸御先手組與大番組的大繩地合併成立牛込矢來町。1911年（明治44年）去除「牛込」的冠稱。

### 地名由來
若狹小濱藩主酒井讚岐守忠勝在1628年（寛永5年）獲三代將軍家光賞賜牛込下屋敷，周圍用土堤（土手）與竹柵欄（竹矢來）圍起。酒井邸的竹矢來是江戶名物之一。

## 交通
- 東京地下鐵神樂坂站。

## 設施
- 新潮社
- 東京地下鐵神樂坂站
- 矢來能樂堂
- 新宿區立牛込第一中學校

## 備註
1. ↑  『角川日本地名大辞典 13　東京都』、角川書店、1991年再版、P879
2. ↑  .   [2013-08-10]. （原始内容存档于2014-08-19）.

## 外部連結
- 新宿區役所 （页面存档备份，存于）